# Geoffrey King
Pour les articles homonymes, voir Geoffrey King (homonymie) et King.
 (juillet 2016).
Si vous disposez d'ouvrages ou d'articles de référence ou si vous connaissez des sites web de qualité traitant du thème abordé ici, merci de compléter l'article en donnant les références utiles à sa vérifiabilité et en les liant à la section « Notes et références ».
Geoffrey King, né en 1949, est un compositeur et enseignant britannique.

## Biographie
Né à Croydon en Angleterre, King effectue ses premières études musicales à la Royal School of Church Music située au Addington Palace. Il poursuit ses études au Royal College of Music auprès de Humphrey Searle, Justin Connolly et Alexander Goehr. Étudiant de troisième cycle, il continue auprès d'Alexander Goehr à l'université de Southampton ainsi qu'avec Jonathan Harvey. Grâce à une bourse du gouvernement italien, il part étudier auprès d'Ernesto Rubin de Cervin Albrizzi au conservatoire Benedetto Marcello de Venise.
En 1976, King s'installe à Édimbourg pour travailler à la St Mary's Music School (en). Dutant cette période et avec l'aide de Peter Nelson, il fonde l'ECAT, institut écossais pour la promotion de nouveaux concerts de musique. Après douze ans passés à Édimbourg, il déménage à La Haye pour suivre un court plus approfondi au Koninklijk Conservatorium puis s'installe à Amsterdam. De 1987 à 1989, il est compositeur en résidence à l'université de Huddersfield puis au NCOS (« National Centre for Orchestral Studies ») à Londres.

## Compositions
Geoffrey King a écrit environ 100 compositions. Sa musique orchestrale comprend plusieurs symphonies et pièces concertantes. Il a également écrit beaucoup de musique instrumentale / musique de chambre et musique vocale ainsi que pour le theatre. Il a reçu commande et a été interprété par les principaux ensembles et promoteur de nouvelle musique dont le festival d'Aldeburgh, le festival d'Almeida, le quatuor Arditti, le BBC Scottish Symphony Orchestra, le festival international d'Édimbourg, le London Sinfonietta, l'Ensemble Lontano, l'Ensemble Musica Nova, le Nash Ensemble, le Piano Circus, l'Asko Ensemble, le Scottish Chamber Orchestra, le Slagwerkgroep Den Haag (nl) et le festival St. Magnus.